# الجمعية الكويتية لتقنية المعلومات
الجمعية الكويتية لتقنية المعلومات (الإنجليزية: الكويت تقنية المعلومات Society) هي جمعية نفع عام كويتية تم تأسيسها في عام 1982. تدار الجمعية بواسطة مجلس إدارة منتخب لتقديم خدمات الدعم الاستشاري للمؤسسات الحكومية وغير الحكومية في مجال تقنية المعلومات بالإضافة إلى المشاركة وتنظيم الفعاليات في هذا المجال.